# یوناس اریکسون
 یوناس اریکسون  (به سوئدی: Jonas Eriksson) (زاده ۲۸ مارس ۱۹۷۴) داور فوتبال اهل سوئد است.
او از سال ۲۰۰۰ میلادی در لیگ برتر فوتبال سوئد قضاوت می‌کند و در سال ۲۰۰۲ وارد لیست داوران فیفا شده‌است.